# Acacia ashbyae
Acacia ashbyae é uma espécie de leguminosa do gênero Acacia, pertencente à família Fabaceae.